# Mantidactylus domerguei
Mantidactylus domerguei és una espècie de granota de la família dels mantèl·lids endèmica de Madagascar.
Viu a pantans i a boscos força degradats.
Està en perill d'extinció per la pèrdua del seu hàbitat natural.